# Łędławki
Łędławki (niem. Linglack) – wieś w Polsce położona w województwie warmińsko-mazurskim, w powiecie bartoszyckim, w gminie Bisztynek. Przez wieś przebiega niebieski szlak turystyczny (szlak napoleoński).

## Historia
Miejscowość została założona w 1362 pod niemiecką nazwę Rosengarten. 20 grudnia 1362 roku miejscowość licząca 31 łanów została przekazana Prusowi o imieniu Talnik. 19 czerwca 1396 do wsi dołączone zostało kolejne 10 łanów ziemi. W miejscowości mieściła się karczma, która została zniszczona podczas wrogiego najazdu. Biskup Jan III 16 grudnia 1419 odnowił przywilej dla Nicolosa Santireme i karczma została odbudowana. Miejscowość razem z Warmią w latach 1466–1772 znajdowała się pod polskim panowaniem. W 1785 miejscowość zmieniła swoją nazwę na Linglack. W 1785 we wsi znajdowało się 25 gospodarstw domowych. W 1820 w miejscowości znajdowało się 28 gospodarstw domowych, w których mieszkało 196 mieszkańców.
Po II wojnie światowej wieś znalazła się w granicach Polski i zmieniła swoją nazwę na Łędławki. Miejscowość znalazła się w Gminie Grzęda. W 1954, po reformie podziału administracyjnego Łędławki należały do gromady Bisztynek w powiecie reszelskim, który pod koniec 1958 przemianowano na powiat biskupiecki. W latach 1975–1998 miejscowość administracyjnie należała do województwa olsztyńskiego.

## Demografia
Według Narodowego Spisu Powszechnego Ludności i Mieszkań z 2021 roku miejscowość zamieszkuje 105 osób z czego 51,4% mieszkańców stanowią kobiety, a 48,6% ludności to mężczyźni. Miejscowość zamieszkuje 1,8% mieszkańców gminy Bisztynek. Współczynnik feminizacji we wsi wynosi 106 i jest porównywalny do współczynnika feminizacji dla województwa warmińsko-mazurskiego oraz dla całej Polski.
57,1% mieszkańców wsi Łędławki jest w wieku produkcyjnym, 25,7% w wieku przedprodukcyjnym, a 17,1% mieszkańców jest w wieku poprodukcyjnym. Na 100 osób w wieku produkcyjnym przypada we wsi Łędławki 75,0 osób w wieku nieprodukcyjnym. Ten wskaźnik obciążenia demograficznego jest więc znacznie większy od wskaźnika dla województwa warmińsko-mazurskiego oraz całej Polski. Średni wiek mieszkańców wynosi 35,1 lat oraz 36,7 w przypadku kobiet i 33,4 w przypadku mężczyzn.
Według danych pochodzących z Narodowego Spisu Powszechnego Ludności i Mieszkań w 2002 roku we wsi Łędławki było 37 gospodarstw domowych. Wśród nich dominowały gospodarstwa zamieszkałe przez jedną osobę, których było 11.
| 1820 | 1885 | 1905 | 1910 | 2021 |
| ---- | ---- | ---- | ---- | ---- |
| 196  | 286  | 290  | 244  | 105  |

## Sport i rekreacja
Przez miejscowość przechodzą dwa szlaki rowerowe:
- żółty
- niebieski (Europejski Szlak Turystyczny, Szlak Napoleoński) – Jest to domniemana trasa przemarszu wojsk napoleońskich na Moskwę w 1812 roku. Jest to też trasa przemarszu wojsk rosyjskich w 1914 roku – fragmentów tzw. armii Samsonowa[15][16][17].

## Zabytki
- kaplica pw. Świętych Piotra i Pawła w Łędławkach[18]
- kapliczki warmińskie[19]
- przydrożne krzyże[19]

Na granicy miejscowości znajduje się granitowy obelisk z wyrytym napisem Grenze von Linglack, czyli granica Łędławek.